# Gourmandises

Coperta albumului „Gourmandises”

Gourmandises este albumul de debut al lui Alizée. În limba franceză gourmandises înseamnă fel de mâncare fin și delicat, de obicei dulce. Cântecele sale sunt compuse de Laurent Boutonnat și cântăreața de origine canadiană Mylène Farmer. S-a vândut în Franța în peste 1.000.000 de copii și peste 4.000.000 în întreaga lume. A fost în 2001 cea mai bine vândută cântăreață francofonă. 
Debutul ei muzical a fost făcut cu melodia „Moi...Lolita”, extrasă de pe primul album. A fost melodia cu cel mai mare succes din întreaga ei cariera muzicală. A ajuns în topuri în întreaga lume, chiar până în Japonia. A fost numită mult timp o „lolita” din cauza acestei melodii, însă nu are nicio legătură cu ceea ce transmite aceasta, mai ales că a fost compusă cu ceva vreme înainte ca Alizée să fie aleasă să o interpreteze.

## Cântecele ce compun albumul
Albumul conține următoarele melodii: 
1. „Moi... Lolita!”
2. „Lui ou toi”
3. „L'Alizé”
4. „J. B. G.”
5. „Mon maquis”
6. „Veni vedi vici”
7. „Parler tout bas”
8. „Abracadabra”
9. „Gourmandises"
10. „A quoi rêve une jeune fille”